# Beyond the Purple Star Zone
Beyond the Purple Star Zone (Alternativtitel Immortal Being) ist ein Jazzalbum von Sun Ra & His Omniverse Jet-Set Arkestra. Die am 29. oder 30. Dezember 1980 im Jazz Center in Detroit entstandenen Aufnahmen erschienen 1981 auf El Saturn Records. Weiterhin war das Album zusammen mit Oblique Parallax auf einer ArtYard-CD-Edition mit dem Titel The Complete Detroit Jazz Center 1980 (2008) und der CD Detroit Jazz Center 1980 (2010) enthalten. Am 2. Mai 2015 wurde das Album auf Enterplanetary Koncepts in einer restaurierten Fassung als Download wiederveröffentlicht.

## Hintergrund
„Das Arkestra war fast eine Woche lang ‚in Residenz‘ im Jazz Center in Detroit; ein [Veranstaltungs]plakat im Besitz von [Schlagzeuger] Samarai Celestial wirbt für 11 Shows [vom 26. Dezember 1980 bis zum 1. Januar 1981]“, so Robert Campbell und Christopher Trent in The Earthly Recordings of Sun Ra. „Rick Steiger und John Sinclair produzierten die Veranstaltungen. Gemälde aus Sun Ras Privatsammlung waren in der Halle ausgestellt, Filme aus seiner Sammlung wurden gezeigt und eine Diashow mit dem Titel Sun Ra Through the Ages mit Fotografien von Leni Sinclair wurde präsentiert.“ Aus über 26 Stunden Musik (einschließlich einiger Nachmittagsworkshops), die an sechs Tagen aufgenommen wurden, wählte man Material für zwei LPs aus, die auf Sun Ras eigenem Label El Saturn veröffentlicht wurden – für Beyond the Purple Star Zone (veröffentlicht 1981) und für Oblique Parallax, das 1982 folgte.
Nominell stammt die LP von Sun Ra’s Omniverse Jet-Set Arkestra – dies war letztlich eine wechselnde Besetzung von Arkestra-Hauptstützen wie Danny Ray Thompson, Eloe Omoe, Jaribu Shahid, John Gilmore und June Tyson; hinzu kamen in Detroit ansässige Musiker, in diesem Fall der Gitarrist A. Spencer Barefield und eine Perkussionsgruppe.
Doch tatsächlich werde auf Beyond the Purple Star Zone durchgehend nur der Bandleader präsentiert, der zudem als Solist auf den Titeln 3 („Immortal Being“) und 5 („Planetary Search“) dominiere, meinte Irwin Chusid. In diesen beiden Stücken gibt es lediglich einen 15-sekündigen Beitrag des Schlagzeugers Samarai (als Einleitung zu „Immortal Being“), während das Titelstück von einer Trio-Formation mit Ra an den Keyboards, Vincent Chancey am Waldhorn und Celestial Samarai am Schlagzeug gespielt wird. Und trotz vier in der Besetzung aufgeführten Hornisten und Saxophonisten gibt es nur wenige Bläserstimmen zu hören; abgesehen von Vincent Chancey auf Track 1 sind die anderen auf Track 2 (mit dem Saxophon-Virtuosen John Gilmore hier nur als Sänger), einer Neuinterpretation von Sun Ras Evergreen „Rocket Number 9“.
Nach Ansicht von Hartmut Geerken und Chris Trent stammen die Titel „Rocket Number 9“ mit dem größeren Orchester und das Titelstück aus einem späteren Auftritt im Detroit Jazz Center, nämlich vom 1. Januar 1981. „Rocket Number 9“ enthalte auch die Titel „The Space Age Is Here to Stay“ und „Face the Music.“

### Neuausgabe 2015
Von der Original-Schallplatte wurde das Material von Timothy Stollenwerk übertragen; die digitale Restaurierung führten Stollenwerk und Irwin Chusid aus. Der Titeltrack von „Beyond the Purple Star Zone“ und der erste Abschnitt von „Journey Stars Beyond“ auf Oblique Parallax sind die gleichen Mitschnitte des Konzerts, aber mit unterschiedlichen Abmischungen.
Die Audioqualität dieser Aufnahmen sei vergleichbar mit vielen mitgeschnittenen Bühnenshows von Sun Ras Arkestra, schrieb Irwin Chusid in den Liner Notes der Neuausgabe von 2015, „fehlerhaft, aber voll Gefühl; Mid-Fidelity, aber mit hoher Oktanzahl“. Man habe bei der Restaurierung des Materials versucht, so viel Verzerrung wie möglich von den Bläsern, Gesangstimmen und Keyboards zu entfernen, aber letztendlich sei dieses Rauschen Teil der dokumentierten Darbietung und kann nicht einfach durch die vorhandene Technologie subtrahiert werden. Dies könne man unter „Garage Jazz“ einordnen, so der Produzent der Wiederveröffentlichung.
Die gesamten im Jazz Center in Detroit 1980/81 entstandenen Aufnahmen des Sun Ra Arkestra samt des bislang unveröffentlicht gebliebenen Materials erschienen 2007 in der Edition The Complete Detroit Jazz Center Residency Dec. 26th, 1980 - January 1st. 1981 auf dem Label Transparency auf 28 Compact Discs.

### Unstimmigkeiten hinsichtlich der Besetzung
Die Sun Ra Online Discography und auch Robert L. Campbells The Earthly Recordings of Sun Ra (Ausgabe 1994) listeten noch die Mitwirkung von Tony Bethel (Posaune), Marshall Allen (Altsaxophon), John Gilmore als Tenorsaxophonisten, Danny Ray Thompson sowohl am Baritonsaxophon als auch an der Flöte, James Jacson (Fagott, Perkussion, Gesang), Taylor Richardson und Skeeter McFarland an den E-Gitarren (statt A. Spencer Barefield), Richard „Radu“ Williams (Bass) und Luqman Ali (Schlagzeug), sowie June Tyson (Gesang) an dem Album, während Irwin Chusid hier von einer reduzierten Arkestra-Besetzung (inklusive den Gästen aus Detroit wie Barefield und dem Perkussions-Ensemble Bright Moments) ausgeht. Hingegen listet Tom Lord in seiner Jazz Discography (online) ein leicht verändertes, aber ebenfalls reduziertes Arkestra-Personaltableau; er führt als zusätzlichen Schlagzeuger Craig Haynes an, während er John Gilmore, Danny Ray Thompson, Eloe Emoe und Jaribu Shahid nicht aufführt.
Christopher Trent und Rick Steiger kamen in ihren Forschungen zur Vorbereitung der LP-Neuausgabe von 2006 bei Art Yard (2006) zu gänzlich anderen Ergebnissen:
Sie führten in den Liner Notes das volle Arkestra dieser Zeit an; jedoch stimmen die Angaben nicht mit denen der 28-CD-Edition „The Complete Detroit Jazz Center Residency“ von 2008 bei Discogs überein.

## Titelliste
- Sun Ra: Beyond the Purple Star Zone (El Saturn 123180; ArtYard 005)[9]

1. Beyond the Purple Star Zone 5:21
2. Rocket Number Nine 8:03
3. Immortal Being 4:00
4. Romance on a Satellite 4:51
5. Planetary Search 4:18

Die Kompositionen stammen von Sun Ra.